# Granodiorito

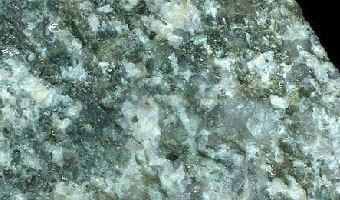
Granodiorito

Granodiorito é uma rocha ígnea semelhante ao granito, mas contendo mais plagioclase do que feldspato alcalino. Apresenta geralmente horneblenda e biotite em abundância, o que lhe confere uma aparência mais escura que a do granito. A biotite pode apresentar-se com cristais hexagonais bem desenvolvidos e a horneblenda em cristais prismáticos.
Em média, a crusta continental superior tem a mesma composição que o granodiorito.